# 柳田悠岐
柳田 悠岐（やなぎた ゆうき、1988年10月9日 - ）は、広島県広島市安佐南区出身のプロ野球選手（外野手）、馬主。右投左打。福岡ソフトバンクホークス所属。
2015年度、2020年度パ・リーグMVP。NPB史上初のトリプルスリーと首位打者の同時達成者。NPBにおける連続試合四球記録（18試合）保持者。

## 経歴

### プロ入り前
広島市立大塚小学校3年生の時に佐伯区の「西風五月が丘少年野球クラブ」に所属し野球を始め、元は右打ちだったが6年生の時に左打ちに転向。
広島市立伴中学校の時は八幡少年野球クラブシニア（軟式野球）に所属した。県立広島商業高校時代は2年時の秋に中国大会出場、3年時の夏は広島大会ベスト4で敗退した。2学年上には岩本貴裕がいた。高校通算11本塁打。
高校時代は細身のスラッガーであり、高校の野球部を引退するまでウエイトトレーニングをしたことがなかった。高校3年生の時点では、身長186cmに対して体重は60kg台しかなく「ガリガリの痩せっぽち」だったと表現されてる。野球部引退後にジムに通い始め肉体改造に着手した。
中央大学、神戸学院大学のセレクションを受験するも不合格となり、2007年に高校卒業後、広島経済大学に進学。1年時の秋からレギュラーとなり、広島六大学野球リーグ首位打者とベストナイン獲得。2008年、2年時は春秋ともに同リーグのベストナインに選ばれた。この年から3年連続で大学選手権に出場。2009年、3年時の春季は打率.528を残し、同リーグで最優秀選手賞、首位打者、ベストナインを獲得。秋季は首位打者とベストナインを獲得した。
2010年、4年時の第59回大学選手権1回戦の三重中京大学戦でリリーフの2年則本昂大投手からサヨナラ安打を放ち4×-3で勝利したが、2回戦の北海道大学戦では1-3で敗退した。同年秋季もリーグ戦で首位打者とベストナインを獲得した。大学通算82試合で打率.428、8本塁打、60打点の成績を残している。高校3年時の体重は68キログラムだったが、大学時代に金本知憲や中田翔らが通うジムで体重を増やした結果、遠投距離が10メートル伸びた上に50メートル走のタイムも0.3秒速くなった。同年のドラフト会議を前に、横浜ベイスターズを除くプロ野球（NPB）のセ・パ11球団にリストアップされており、特に千葉ロッテマリーンズ・中日ドラゴンズ・阪神タイガースからは熱心に調査されていた。
10月28日に行われたドラフト会議では、福岡ソフトバンクホークスから2位指名を受けた。ソフトバンクは、2位指名は数名の候補の中から秋山翔吾を指名する方向で固まっていたが、会長の王貞治が「待て、（指名候補の中で）誰が一番（打球を）飛ばすんだ？」と訊くと、スカウトらが「柳田です」と即答し、寸前のところで指名が切り替えられた。その後、11月20日に契約金7000万円、年俸1200万円（金額は推定）で仮契約した。背番号は44。担当スカウトは若井基安。

### ソフトバンク時代
2011年は春季キャンプは新人では唯一A組でスタートしたが、公式戦初出場は5月8日の北海道日本ハムファイターズ戦（札幌ドーム）で、指名打者・アレックス・カブレラの代走で出場した。この時、直後の小久保裕紀の右中間適時三塁打により、一塁から本塁を陥れ初得点を記録した。7月21日に富山市民球場アルペンスタジアムで行われたフレッシュオールスターゲームに選出され、「4番・中堅手」で先発出場したが4打数1安打だった。二軍では77試合に出場し、規定未到達ながら251打数で打率.291、13本塁打（リーグ1位）、43打点（リーグ4位）、5三塁打（リーグ1位タイ）、20盗塁（リーグ4位）、外野手部門の6補殺（リーグ2位タイ）と活躍したものの、85三振（リーグ2位）、外野手部門5失策（リーグ1位タイ）、守備率.962と粗さも目立った。この年は、ウエスタン・リーグ本塁打王と8月度のミズノ月間MVP（ファーム）を獲得した。シーズンオフにプエルトリコのウィンターリーグに派遣され、11月4日から12月22日までの22試合に出場、規定未到達で38打数11安打、打率.271、3本塁打、11打点、OPS.772の成績を残した。18試合が先発出場で内訳は指名打者5試合、外野13試合、失策は無かった。また、12月15日には満塁本塁打も打った。
2012年6月22日の対日本ハム戦で「7番・右翼手」で先発出場し、7回の3打席目で斎藤佑樹から四球を得てプロ初出塁を達成。6月23日の同カードでは「8番・右翼手」として先発出場し、2回の1打席目で吉川光夫からプロ入り初安打を本拠地・福岡Yahoo! JAPANドームで放った。5回の2打席目で吉川から三塁打で先頭出塁し、マルチヒットも記録（その後、セカンドゴロの間に生還）。3打席目は乾真大のスライダーを打ち三塁手のグラブを弾いてエラーで出塁と、4打席で3度出塁した。6月28日の対オリックス・バファローズ戦では、西勇輝のフォークボールを打ち先制の適時打を打ったことでプロ入り初打点を記録した。すかさず盗塁を試み、捕手の伊藤光からプロ初盗塁も達成。8月5日の対埼玉西武ライオンズ戦で多村仁志の負傷により途中出場すると、7回に松永浩典から右翼席最上段へ2点本塁打を打ち、これがプロ入り初本塁打となった。通算81打席目での本塁打は推定135メートルの特大弾だった。8月16日の対ロッテ戦の延長10回同点の場面では、薮田安彦から生涯初のサヨナラ本塁打となる2試合連続本塁打を記録した。このサヨナラ打は8月度のスカパー!ドラマチック・サヨナラ賞として表彰された。9月25日の対オリックス戦では5打席で4安打1四球とプロ入り初の猛打賞を記録した。10月3日の対日本ハム戦、3打数無安打で迎えた9回6点リード一死満塁の場面で、森内壽春の外角直球を左翼席に運び、プロ入り初の満塁本塁打を記録した。クライマックスシリーズファーストステージでは、10月14日第2戦で涌井秀章からポストシーズン初となる内野安打を打った。二軍では51試合に出場し打率.300、リーグ2位の16盗塁の成績を残した。
2013年はオープン戦で12球団最多の6本塁打を打ち、開幕一軍入りを果たした。4月までで打率.298、3本塁打と好調を続けていたが、右鼠径化膿性リンパ節炎の診断を受けて5月1日に一軍登録を外れ、同月11日に一軍復帰した。6月1日の対セ・パ交流戦、広島東洋カープ戦で初回3点リード一死二・三塁から、昇格後初となる3点本塁打を打ち、広島のエース・前田健太をノックアウトした。6月5日内川聖一の左翼手復帰を受け、残りの交流戦は途中出場に回った。ところが6月25日の対日本ハム戦で左肩を痛め、6月26日に出場選手登録を抹消された。6月28日に福岡市内の病院で検査の結果、右肩の軽度の腱板損傷と診断された。7月15日に一軍へ戻ると、同日の対ロッテ戦で代打として復帰し、以降8月13日まで代打出場となった。8月14日の対西武戦で「7番・指名打者」で先発出場すると、6回に代わったばかりの石井一久から約2か月半ぶりの本塁打となる3点本塁打を打った。8月29日からは松田宣浩の不調に伴って4番に抜擢され、9月8日までの10試合45打席で打率.300、OPS.928と役割を果たした。指名打者・代打での出場が続いていたが9月26日の対オリックス戦で外野守備に復帰、残り8試合は右翼手で先発出場した。9月29日対楽天戦ではプロ初のマルチ盗塁を記録した。プロ3年目にして初めて2桁本塁打、2桁盗塁を記録した。
2014年は開幕戦の対ロッテ戦で本塁打を含む猛打賞で好スタートを切ったが、4月1日からの対日本ハム戦では徹底的な内角攻めにより同カード内で2死球を受けた（同年は成績に伴いマークも厳しくなり、最終的にリーグ2位の16死球を受けた）。4月8日までの10試合で打率.161と対応に苦しんだが、4月27日の対西武戦の初回第1打席二死満塁の状況で、グレッグ・レイノルズの高めのチェンジアップをバックスクリーンへ運び満塁本塁打を打つなど、4月末時点では打率.276まで戻した。4月22日の日本ハム戦では中田翔のライナーを捕球し一死、さらにホームへ強肩でストライク返球し、タッチアップした三塁走者の西川遥輝をアウトにして二死し、最後に盗塁を仕掛けた一塁走者の大谷翔平をアウトに仕留め、チーム15年ぶりの三重殺に貢献した。5月には月間打率.395、安打数34（共にリーグトップ）を記録し月間MVPを受賞した。オールスターゲームに監督推薦選手として初選出。7月18日第1戦では代打から左翼手で出場し四球で出塁した。7月19日第2戦（阪神甲子園球場）では「1番・中堅手」として先発出場、6回表の第4打席で山井大介からバックスクリーン左への2点本塁打を打つなど、この試合4安打の活躍で同試合の最優秀選手賞を獲得した。8月26日から9月13日までは自己最長の16試合連続安打と好調を維持した。9月24日にはプロ入り4年目で初の1試合5安打を記録した。最終的にチームトップの打率.317（リーグ3位）、出塁率.413（リーグ2位）、盗塁33（リーグ2位）を残し、猛打賞15回とマルチ盗塁4回を記録。打点も70へと伸ばし、チーム内の勝利打点は李大浩に次ぐ10とリーグ優勝に貢献した。
クライマックスシリーズファイナルステージでは、10月15日第1戦に浦野博司から先制適時二塁打を打ち、10月18日第4戦では木佐貫洋から初回先頭打者本塁打で先制するなど、全6試合に出場し25打数で打率.280、3打点の成績だった。日本シリーズでは10月25日第1戦では、ランディ・メッセンジャーから6回に日本シリーズ初安打を打つと、7回二死三塁でも同投手からライトへ安打を打ち日本シリーズ初打点を記録。全5試合に出場、20打数8安打（打率4割）、5得点と活躍してチームの日本一に貢献、同選手権の優秀選手賞も受賞した。他にも三井ゴールデン・グラブ賞と、ベストナインを初受賞した。10月9日に日米野球2014の日本代表に選出された。11月14日の第2戦で岩隈久志からセンターオーバー2点適時三塁打、ライト前適時打、8回には和田毅からセンターオーバーの適時二塁打を打った。11月16日第4戦でもクリス・カプアーノ、ロブ・ウッテン、トミー・ハンターからそれぞれ安打し猛打賞を記録。全5試合に出場し、打率.300、6安打4打点の大活躍でMVPに選ばれた。ジャスティン・モルノーは「アメリカにつれて帰りたい」と称賛した。12月1日、背番号を小久保裕紀が使用していた9に変更することが球団から発表された。12月25日には、契約更改交渉で5800万円アップの推定年俸9000万円でサインした。
2015年、開幕前の2月16日に「GLOBAL BASEBALL MATCH 2015 侍ジャパン 対 欧州代表」の日本代表に選出された。3月10日の第1戦に「1番 右翼手」で先発出場し、3月11日の第2戦では「3番 右翼手」で先発出場した。
レギュラーシーズンでは、6月2日の横浜DeNAベイスターズ戦では三浦大輔からスコアボード直撃となる特大本塁打を打ち、その際にビジョンの一部が壊れる事態となった（壊れたビジョンのパネルはソフトバンクの本拠地である福岡 ヤフオク!ドームに展示されている）。8月は、打率.364、6本塁打、21打点、9盗塁で、自身2度目の月間MVPを受賞。9月8日、日本ハム戦で自身初の1シーズン30本塁打を達成。9月15日、オリックス戦で2年連続の1シーズン30盗塁を達成。9月26日の対ロッテ戦でイ・デウンから死球を受け、翌日からシーズン終了までスタメンを外れるも、9月は打率.395、7本塁打、15打点、6盗塁で、自身3度目・2か月連続となる月間MVPを受賞し、シーズンとしても打率.363、34本塁打、32盗塁、99打点、出塁率.469の好成績を記録。自身初の首位打者のタイトルの獲得、12球団トップのOPS（1.101）及びRC27（11.39）、そしてプロ野球史上10人目（球団では初）のトリプルスリーの達成という、「桁違いの活躍」「記録ずくめ」の年となった。またこの年は、東京ヤクルトスワローズの山田哲人もトリプルスリーを達成し、1950年に岩本義行と別当薫が達成して以来、65年ぶりに2人のトリプルスリー達成者が生まれた。この年の出塁率.469はシーズン400打席以上の外野手、及びシーズン10盗塁以上の選手で歴代最高。10月9日に第1回WBSCプレミア12の日本代表最終ロースター28名に選出されたが、上記の9月26日に受けた死球は左膝付近を直撃しており、11月2日に左大腿骨内顆部骨挫傷で日本代表を辞退することを発表した。11月13日、右肘関節の遊離体摘出術を受けた。11月25日にはチームを日本シリーズに導いた点やトリプルスリーを達成した点などが評価され、パ・リーグのMVPに選出された。受賞の挨拶では「チームが2連覇したので、3連覇したいと思う」と翌年に向けての意気込みを語った。12月25日、契約更改交渉に臨み、1億8000万円増の推定年俸2億7000万円で更改した。
2016年は、2年連続のトリプルスリーが期待される状況でシーズンを迎えた。4月15日の楽天戦で、パ・リーグのシーズン新記録となる16試合連続四球を記録して、田部輝男の15試合連続を65年ぶりに更新。このように選球眼を向上させた一方で、相手投手の徹底マークに苦しみ、5月3日の対日本ハム戦では、打率が.229に落ち込むなど苦しんだ。5月下旬以後、徐々に調子を上げたが、最終的には「打率.306、18本塁打、23盗塁、73打点、出塁率.446」といずれも前年よりも最終成績を落とした。その一方で、OPSは「.969」、RC27は「9.29」で、いずれもリーグトップの成績だった。10月18日に「侍ジャパン 野球オランダ代表 野球メキシコ代表 強化試合」の日本代表に選出されたが、10月31日に右肘関節炎のため辞退した。12月21日、契約更改交渉に臨み、1000万円減の推定年俸2億6000万円で更改した。
2017年は、糸井嘉男らと行った自主トレで肉体改造を目指し、炭水化物をほとんど摂取しない食事制限を行うが、そのトレーニング法を聞いたダルビッシュ有に苦言を呈される。それに対して柳田は「感動しました。ダルさんにそんなこと言われてうれしかったです。僕のことを知ってくれているということなんで」と反応した。宮崎春季キャンプは右肘の影響からB組からのスタート。またその影響から第4回WBCの日本代表への選出は見送られた。オープン戦では、3月22日の対阪神戦では守備につくなど回復をみせ、開幕一軍に間に合った。
レギュラーシーズンは、4月28日の対オリックス戦において、西勇輝から左足膝裏付近に死球を受け負傷交代する。その後2試合欠場したが、5月2日の対西武戦で3試合ぶりにスタメン復帰する。セ・パ交流戦では、6月6日の対ヤクルト戦で延長10回裏にボテボテのライン上で止まる内野安打でサヨナラ勝ちを決め、翌7日の同じく対ヤクルト戦では、推定飛距離145メートルの本塁打を打つなど、6月9日の対阪神戦まで21試合連続安打を記録し、チームの3年連続となるセ・パ交流戦最高勝率達成に貢献し、自身は史上初となる2度目の日本生命セ・パ交流戦最優秀選手賞（MVP）に輝いた。6月23日に福岡ヤフオク!ドームで行われた対西武戦において、3打席連続本塁打と、自己最多タイの1試合6打点を記録する。2本目の17号2点本塁打はプロ野球史上283人目となる通算100本塁打。3本目の18号ソロ本塁打での3打席連続本塁打は、チームでは1966年の南海ホークス・野村克也以来、51年ぶりの快挙となる。6月は打率.363、12本塁打、31打点で、自身2015年9月度以来、4度目となる月間MVPを受賞する。7月14日、15日両日に開催されたマイナビオールスターゲーム2017において、ファン投票で2年連続最多得票となる50万9,359票を獲得し選出された。14日、15日の試合前に行われた本塁打競争では、2日連続の優勝を飾る。7月7日の対日本ハム戦で右膝に当てた自打球の影響で、7月21日の対ロッテ戦を欠場したが、リーグ優勝決定戦となった9月16日にメットライフドームで行われた対西武戦において、1点ビハインドで迎えた4回表に逆転2点本塁打を打ち、目標だった2年ぶりの30号本塁打に到達する。
9月20日の対日本ハム戦において、スイングした際に右脇腹を痛め途中交代。翌21日に札幌市内の病院で精密検査を受け、右腹斜筋損傷・肋間筋損傷2度（中度）、全治3週間の見込みと診断され、出場選手登録を抹消された。さらに、9月28日に追加検査を受け、右第10肋軟骨の損傷も判明した。首位打者のタイトルを秋山翔吾と、最多本塁打と最多打点のタイトルをチームメイトのアルフレド・デスパイネと争っていたが、以降の試合に出場できずそのタイトルを逃す。しかし、打率.310、31本塁打、99打点、出塁率.426と打率、本塁打、打点の打撃3部門において、前年を上回る成績を残し、3年連続3度目となる最高出塁率のタイトルを獲得した。
上記の怪我で出場が危ぶまれた東北楽天ゴールデンイーグルスとのクライマックスシリーズは、10月22日の第5戦からレギュラーシーズンの3番打者ではなく、「1番・中堅手」で出場。1回裏の先頭打者で内野安打で出塁し、先制点の足掛かりを作り、3打席目の4回裏には、二死二塁のチャンスでライト前適時打を打つなど活躍し、日本シリーズに進出する。横浜DeNAとの日本シリーズも「1番・中堅手」で出場。10月28日の第1戦では、1回裏の先頭打者でセンター前ヒットで出塁し、3番デスパイネの適時打で先制得点と5回にライト前適時打、10月29日の第2戦では、1回裏の先頭打者でライト前ヒットで出塁し、2試合続けての3番デスパイネの適時打で先制得点。2点ビハインド7回裏一死三塁の場面で1点差に迫るセンター前適時打を打つ。10月31日の第3戦では、1回表の先頭打者でライト前ヒットで出塁、2番今宮健太の打席で初球盗塁。4番内川聖一の適時打で先制の得点を記録。チームは2年ぶりの日本一に輝いた。11月9日、2015年以来2年ぶり3度目の三井ゴールデン・グラブ賞と、11月17日にはベストナインを受賞した。12月23日、契約更改交渉に臨み、ホークスの日本人選手で初の5億超えとなる、2億4000万円増となる推定年俸5億円の年俸変動制3年契約で更改した。
2018年も開幕から好調を維持し、4月21日の日本ハム戦では日本プロ野球史上65人目（70度目）となるサイクル安打を達成。5月は打率.387、7本塁打、23打点で、自身5度目となる月間MVPを受賞した。6月8日、交流戦の中日戦で右太腿裏を傷め、負担軽減のため翌日から9試合は右翼もしくは左翼で出場、その間は一時調子を落としたが、オールスターゲーム2018のファン投票では3年連続で両リーグ最多得票となった。9月16日、首位西武との直接対決前の試合前練習中に、西武選手による打撃練習の打球が左側頭部を直撃、救急車で病院に搬送され、検査で打撲の診断を受け、翌17日には脳震盪特例措置が適用され、出場選手登録を抹消、23日に復帰した。最終的に打率.352、36本塁打、102打点の好成績を記録。本塁打と打点でキャリアハイを記録し、自身3年ぶり2度目の首位打者と4年連続4度目の最高出塁率の2つの個人タイトルを獲得した。打率.350以上を複数回記録するのは史上11人目の大記録であり、5年連続でシーズン打率5傑入りを果たすのは史上11人目だった。また出塁率と長打率の両方でリーグトップを記録したが、これで両部門を制したのは4年連続となり、王貞治に次いで史上2人目の快挙を達成した。ポストシーズンでは、クライマックスシリーズのファイナルステージで打率.450、2本塁打、8打点と打線をけん引し自身初のクライマックスシリーズMVPを獲得した。続く日本シリーズでは、第5戦の延長10回にバットを折られながらもサヨナラ本塁打を打つ活躍を見せ、優秀選手に選ばれた。オフには、ともに自身4度目となるゴールデングラブ賞と満票でのベストナインを受賞した。3年契約の1年目を終え、オフの12月21日に契約更改交渉に臨み、7000万円増の推定年俸5億7000万円+出来高で契約を更改した。
2019年4月7日に本拠地ヤクオクドームで行われたロッテ戦で三盗を決めた際、左膝裏に違和感を訴えて途中交代。翌日に検査を受けて「左半膜様筋腱損傷（肉離れ）」と診断され出場登録を抹消された。当初は全治3週間程度と見込まれていたが、想定以上に回復に時間がかかり、実戦復帰は遅くなった。シーズン前半はわずか9試合の出場で、31打数11安打の打率.355、4本塁打14打点という成績だったが、ファン投票で33万1,338票を集め外野手部門3位でオールスターに選出されたが、故障のため出場を辞退した。8月8日のウエスタン・リーグの広島戦で実戦復帰すると、8月21日のオリックス戦で一軍に復帰した。しかし、9月初めから右肘に痛みが出るなど万全にはほど遠く、最終的に38試合128打数37安打、打率.289、7本塁打23打点となった。
オフの11月7日に、右肘関節鏡下遊離体切除術・滑膜切除術を受けた。12月25日に契約更改交渉に臨み、3年契約の3年目となる予定だった翌年から新たに7年契約を結び直した。最初の4年間は現在の契約を延長し、年俸変動制で下がることはなく、4年終了後に残り3年分の契約内容を見直す形になり、推定年俸は現状維持となる5億7000万円+出来高となった。7年終了後については「フィニッシュです。そこまで決まっています」と引退を示唆し、生涯ホークス宣言をした。
2020年は、7月28日の対西武戦（福岡PayPayドーム）の第2打席で、今井達也から右越え安打を放ち、史上306人目となる通算1000安打を達成。912試合目での達成は、球団史上4番目の速さであった（前身球団を含む）。7月31日の同カードでは、3回に四球で出塁後、栗原陵矢の適時打で本塁に生還し、史上3人目の最多タイ記録となる、月間32得点を達成した。6・7月は打率.379、10本塁打、26打点で、自身6度目となる月間MVPを受賞した。10・11月にも打率.360、5本塁打、22打点で、自身7度目・シーズン2度目となる月間MVPを受賞した。
読売ジャイアンツとの日本シリーズでは、第4戦では1回に決勝点となる逆転1号2点本塁打を放つなど4試合で14打数6安打、打率.429、1本塁打3打点と活躍し、優秀選手に選ばれた。3年ぶりのリーグ優勝と4年連続の日本一に貢献した。初となる最多安打のタイトルを獲得したほか、OPSは1位、主要3部門でも打率2位・本塁打3位・打点3位と好成績を収め、2年ぶり5度目の受賞となるベストナイン賞とゴールデングラブ賞、2015年以来の2度目となるパ・リーグMVPに輝いた。7年契約の1年目を終え、オフの12月23日に契約更改交渉に臨み、4000万円増の推定年俸6億1000万円+出来高で契約を更改した。
2021年は、開幕戦（3月26日・対ロッテ・福岡PayPayドーム）での打順は3番だったが、5月9日にグラシアルが故障により一軍登録を抹消された後は、しばしば4番で起用されるようになった。また、攻撃重視の打線にするために2番の起用も目立った。6月12日の対ヤクルト戦（福岡PayPayドーム）で史上110人目の200本塁打を達成した。6月24日の対ロッテ戦（ZOZOマリン）では、初対戦の佐々木朗希から初回にソロ本塁打を打つと、9回にもシーズン初の1試合2本目となるシーズン18号のソロ本塁打を打ち、本塁打数リーグ単独トップに立った。チームの勝率が5割を切った直後の7月10日（対オリックス・福岡PayPayドーム）には逆転2点本塁打を放ち、翌11日（対同・同）には2打席連続本塁打を放って、両試合ともチームを勝利に導くと同時に再び本塁打数リーグ単独トップに立った。2020年東京オリンピックの野球競技の日本代表として、全5試合にフル出場し金メダルに貢献した。9月度は出場22試合で打率.358、4本塁打、14打点の成績で8度目の月間MVPを受賞した。141試合に出場して打率.300（リーグ4位）、28本塁打（同3位）、80打点（同4位）の成績で、2年連続6回目のベストナイン、6度目のゴールデングラブ賞に受賞した。オフに新監督となった藤本博史からの指名でキャプテンに就任した。
2022年、開幕直後の4月5日のオリックス戦で走塁中に左肩を痛め、病院でMRI検査を受け左肩腱板炎と診断されたため、4月7日に一軍登録を抹消。4月26日に一軍登録された。5月3日対オリックス 戦（PayPayドーム）では、前年直接対決で20打数1安打と完璧に抑えられ、この日も3打席無安打となっていた先発山本由伸から、3-3同点6回裏一死満塁の場面で、山本の投じた153km直球を打ち返し、左中間ホームランテラス奥フェンス直撃の満塁本塁打とし山本をノックアウト、山本の連続クオリティ・スタート連続記録も22で止めた。この試合で通算4000打数に到達し、この時点での通算打率が.3179を記録、青木宣親に次ぐ歴代5位に入った。5月31日、交流戦対巨人戦（東京ドーム）で、2021年7月4日の佐藤輝明（阪神）以来史上20人目、パ・リーグでは2016年4月20日の茂木栄五郎（楽天）以来8人目、ホークスとしては史上初となる日本プロ野球ワーストタイ記録の1試合5三振を喫したが、全5打席が空振り三振となったのは2011年9月15日の館山昌平（ヤクルト、投手）以来史上4人目、野手およびパ・リーグの選手としては2006年5月2日の里崎智也（ロッテ）に次ぐ史上2人目であった。結局同年の交流戦では62打数14安打打率.226本塁打0打点6、長打は5三振を喫した翌日6月1日の巨人戦5回表に先発赤星優志から放った適時二塁打1本のみという低調な成績に終わった。117試合に出場して打率.275、24本塁打、79打点で、打撃主要部門の本塁打と打点でチームトップの成績で3年連続7回目のベストナインを受賞した。同年、11月27日にPayPayドームで行われたソフトバンクのファン感謝祭「鷹奉祭」のホームランダービーでは、自身の力を発揮できず3本塁打という結果になってしまった。
2023年、開幕から5月6日のロッテ戦まで全27試合連続出塁。5月27日のロッテ戦で東妻勇輔からサヨナラ打を放った。6月28日の楽天戦で、荘司康誠から史上69人目となる通算250本塁打を放った。7月19日にバンテリンドーム ナゴヤで行われたオールスターゲーム第1戦で3回小笠原慎之介から本塁打を放ち、2打数2安打でMVPに選ばれた。8月18日の西武戦で本田圭佑から本塁打を放ち、史上135人目となる通算1500安打を達成し、球団では1968年の広瀬叔功の1390試合を抜く最速記録。公式戦が開幕戦1試合のみだった3月を除き年間通じて出塁率3割を維持し、4、7、10月には月間打率および得点圏打率が3割を超えたものの、得点圏打率が5月は.143、6月は.167と低く、8、9月にも2割台、年間の得点圏打率は.273だったが、打点はリーグ2位の85。打率はリーグ3位の.299、打撃3部門はいずれもリーグ5位以内の好成績だった。3シーズンぶりに最多安打のタイトルを獲得したほか、9年ぶり2度目の全試合出場、パ・リーグで唯一の全試合スタメンも果たして、4年連続8回目のベストナインを受賞した。しかし契約更改では5000万円減の推定年俸5億7000万円プラス出来高払いでのサインであった。また2シーズンにわたってキャプテンを務めたが、監督が小久保裕紀に交代したことに伴いキャプテン制は廃止された。
2024年、4月24日のロッテ戦の3打席目で一死満塁で二ゴロで打点がつき、5000打数を達成。この時点で柳田の通算打率は5000打数1563安打で.3126。5000打数以上の通算打率ランキングでは若松勉、張本勲、青木宣親、川上哲治に次ぐ歴代5位。4月29日の西武戦でアルバート・アブレイユからサヨナラ3点本塁打を放ち、3・4月「スカパー! ドラマティック・サヨナラ賞」を受賞し、3回目の受賞になった。3・4月は26試合に出場して、打率.323、3本塁打、22打点、30安打、23四球で出塁率・462と、打率、安打数、出塁率、四球数でリーグトップの数字を残し、9度目の月間MVPを受賞した。5月31日の広島戦の2打席目の二ゴロの走塁中に右脚を痛め途中交代。翌6月1日に佐賀市内の病院で右半腱様筋損傷で全治4か月と診断され、登録抹消された。9月20日の二軍戦で実戦復帰し、9月30日のオリックス戦で122日ぶりの一軍復帰し、「2番・指名打者」で先発出場。クライマックスシリーズでは3試合で1安打だったが、日本シリーズ第6戦で5月5日の西武戦以来、182日ぶりに公式戦で本塁打を放つ。日本シリーズは打率.320を記録した。しかし怪我の影響で出場は52試合にとどまり、打率.286、4本塁打、35打点であった。12月5日、1億円ダウンの推定年俸4億7000万円で契約を更改した。和田毅が引退したことでチーム最年長になる。
2025年開幕スタメンを勝ち取り，今季チーム初のホームランを放った。

## 選手としての特徴
2013年オフからトリプルスリーを目標としており、2014年オフには公約Tシャツも制作。2015年に公約通りトリプルスリーを達成した。
オールスターゲームのファン投票において、2016年度から2018年度までにイチロー以来となる3年連続での両リーグ最多得票を記録している。2019年度は、シーズン序盤に左半膜様筋腱損傷を発症し、球宴までに9試合しか出場していなかったにも関わらず、33万1,338票を集め外野手部門3位で選出された。

### 打撃
2015年から2018年にかけて、4年連続で出塁率と長打率の両部門でリーグ1位を記録している。これは王貞治に次ぐプロ野球史上2人目の記録である。通算では5度出塁率と長打率で同時に1位を記録しており、これは王貞治に次ぎ、落合博満と並ぶ歴代2位の記録である。また、打者が打席あたりに生み出した得点の傑出度を表すwRC+、選手貢献度を表す総合指標WARにおいても、4年連続(通算では5度)リーグ1位を記録しており、しばしば「球界最強打者」とも称される。ピーク期間での傑出度に関しては歴代屈指と評されており、平均的打者と比べてどれだけ得点を増やしたかを表すwRAAでは、キャリアベスト5シーズンの合計で王貞治、長嶋茂雄、落合博満、松井秀喜に次ぐNPB歴代全選手中5位を記録。DELTA社からは「高い出塁率をキープした上で、フライボールを生産する現代風の強打者」と評されている。2015年から2017年の3年間は同時にリーグ最多四球も記録しており、2016年には王貞治に並ぶ18試合連続四球のNPB記録を樹立している。
高校時代のバッティングフォームは中村紀洋を模倣した一本足打法だった。大学進学後にすり足打法を意識し、ゆくゆくは金本知憲のようなシンプルなすり足打法にしたいと述べていたが、2011年オフのプエルトリコウィンターリーグで、外国人選手を参考に右足をスムーズに前に出すフォームへ変更した。2018年のオープン戦では外野守備走塁コーチの村松有人から「タフィ・ローズみたい」と表現された、バットを頭上で寝かせるように構えるフォームにも一時的に変更している。
重心を左の軸足に残し、豪快さと柔らかさを兼ね備えた打撃で逆方向の左翼へも強い打球を飛ばすことができ、球界でも群を抜いた打球の飛距離と高打率を両立する。
「逆方向に引っ張る」とも称される広角への本塁打は、松井秀喜から「センターから逆方向にあれだけ距離が出るのは今までの日本人には見られなかった」と評されている。古田敦也は「飛距離は出るけど合わせ気味に打ってもスタンドまで飛ばせる」と評しており、柳田のような飛距離を出すバッティングは子供達にロマンを与えるために必要だと説いている。
普通の打者ならアウトになる確率の高いゴロが打球の速さから内野を抜けていき、抜けずとも俊足で安打にしてしまう。2016年までは極端な引っ張り傾向があり、打球が飛びやすいライト方向に野手を寄せる「柳田シフト」をロッテが採用していたが、年度経過ごとに引っ張りの割合が減り逆方向への打球が増加している。
2015年はバントを除いた打球がゴロとなる割合は57%と過半数を占め、リーグ平均の47%を上回る値となり、平均的な打者よりもゴロの打球を打つ確率の高いグラウンドボールヒッターだった。
2016年もその傾向は続き、打球がそれほど上がらないタイプであるため、パワーの割に本塁打が増えにくい打者と評されていた。しかし2017年には、ゴロを減らし高いフライを増やすよう意識したスイングに変更した結果、2016年はゴロアウト138/フライアウト62だった割合が、8月24日時点でゴロアウト82/フライアウト79とフライアウトの割合が増えており、本人は「ゴロを打つなら、三振の方がいい」と語っている。
2011年12月4日放送「すぽると!」内の『2011年プロ100人が選ぶパワーヒッターNo.1』で、当時一軍では本塁打はおろかヒットの1本すら打っていなかったにも関わらず、井端弘和から1票を獲得しランク外注目選手として取り上げられた。井端は「（二軍で）軽々とバックスクリーンまで持っていくんで驚いた。別に知り合いでもなんでもないんですけど、持っているパワーはちょっと桁外れだと思いました」とコメントした。井端は後に2021年9月に公開した動画でパワーランキング日本人現役部門1位に彼をランクインさせた。
清原和博と桑田真澄が出演した2013年度放送の「スカパー！」のCMにて、両名が現役選手から理想のメンバーを選んでチームを作るという企画を行った際、中堅手部門でプレートの用意されていなかった柳田の名前を清原が直接ホワイトボードに書き込み「すごいやつ見つけた、キャンプで。日本人でスイングスピードは一番速いと思う」と紹介した。
2012年8月に秋山幸二監督に連れられ、帯広の森野球場での対日本ハム戦の試合前に糸井嘉男の打撃練習を見学したことをきっかけに、秋山監督と王貞治会長の勧めもあり2013年のオフから糸井の自主トレにも参加している。
糸井は柳田について「たぶん日本人で一番飛ばす。バケモン」、「飛距離はギータの方が2段階ぐらい上だと思う」と述べている。2018年からは更にオリックスの吉田正尚を加えて自主トレを行なっている。
選手目線でもこの打撃スタイルは魅力的に映るため、悪影響を受けてしまう者もいるという。2024年10月に高橋慶彦のYoutubeチャンネルに出演した藤本博史はホークス監督時代の悩みの一つに自主トレの問題を挙げ、「（育成中の選手に）お前はホームランより中距離で、こういう風なコンタクトでバッティングしようと、秋（のキャンプで）一生懸命、コーチがついてやってくれたのに、2月に来たら、柳田になってる」と語り、ロッテやオリックスでコーチ経験のある高橋も大いに共感していた。

### 走塁・守備
2015年の春季キャンプでは手動計測ではあるものの50メートル5秒55を記録した俊足。純粋な足の速さに優れ、体格を活かした広いストライドと脚力を誇る。スピード豊かな走塁を武器にし、15年には史上初の首位打者とトリプルスリーの同時達成を果たしている。ベースランニング能力を図るUBRでは2014年から4年連続でリーグトップ3に入り続けており、2017年には1位を記録するなど優れた走塁、盗塁能力を見せる。2019年に盗塁で負傷して以降は盗塁企図数が減少しており、レギュラー定着以降6年連続2桁を記録していた盗塁成功数は2019年以降1桁台に留まってある。
遠投は125メートルを記録。肩の強さをセールスポイントとし、マウンドから投げた際には144km/hを記録、本人曰く「投げ方が素人」なためコントロールこそバラバラなものの、計測機能のあるボールを使用したところ、回転数は2380回転と則本昂大並みだったという。
新人シーズンには新人合同自主トレの際ブルペンで146km/hを計測。これは同期入団の千賀滉大のプロ入り前の最速よりも速く、千賀は「とんでもない世界に来てしまった。」「一年でクビになると思いました。だって、ピッチャーでもない人が自分よりも速い球を投げるんですよ。あとで考えれば、ギータさんが異常ってことなんですけど。まだ最初だから分からないじゃないですか」と述懐した。自己最速は大学時代に計測した148km/h。
強肩と俊足を生かした外野守備を武器とするとも評されるが、DELTA社のセイバーメトリクスに基づくアナリストによる守備評価は、2016年度の12球団のセンターの中で12人中10位、2017年度は500イニング以上を守った11人中最下位であり、「世評とは異なり、他球団の中堅手に比較して守備的貢献は大きなものではない」としている。2018年度のDELTA社アナリストによる総合守備評価では11人中5位となり、守備範囲では平均よりはやや劣り、定位置から離れる遠い打球ほど他の中堅手と比べて捕れていない傾向があるとされる。一方、アームレーティングによる進塁阻止では1位を記録している。2020年度のUZRでは近本光司に次ぎ中堅手8人中2位を記録している。

## 人物
- 愛称は「ギータ」[250][注 4]。
- 従叔父（父親の従兄弟）は、元西鉄ライオンズ - 太平洋クラブライオンズ→近鉄バファローズの投手だった柳田豊[252][253]。
- 広島市出身のため、自他共に認める大の広島東洋カープファンであり、幼少時より何度も旧広島市民球場に通っていた。名物の「スクワット応援」にも参加したほどであり、「カープ男子」を自称する[254]。所属しているホークスは好きだが、カープの優勝が見たくてファンをやっていたのでホークスファンにはならない、というコメントをしたこともある[255][256]。憧れの選手は野村謙二郎[257]。
- ロッテの石川柊太やメッツの千賀滉大（いずれも元チームメイト）、巨人の田中将大らとともにももいろクローバーZのファン（モノノフ）。ライブにも行ったことがあり「ももクロはいつも全力で礼儀正しく、人間の鏡」と語っている[258]。打席登場曲には、ももいろクローバーZの楽曲を通算13曲も使用している（#登場曲を参照）。2016年には、柳田のためのオリジナル選手登場曲「伸ルカ反ルカ」を同グループから提供してもらった[259]。なお、一番好きなメンバーであった有安杏果が2018年1月に脱退してからは、ももいろクローバーZの楽曲使用の機会が減っていたが、同年の日本シリーズ第5戦の延長戦で久々に「行くぜっ!怪盗少女」が流れると、その打席でサヨナラ本塁打を打った[260]。
- 2015年11月29日、同年7月に結婚したことを発表[261]。2016年1月20日、同月7日に第一子となる女児が誕生したと報じられた[262]。
- 球団主催の九州9カ所でのふれあい野球教室「ベースボールキッズ」、熊本では野球教室からトークショー形式で小学生から質問を受け、既婚者で子供もいる柳田に「彼氏はいますか？」と珍質問する小学生には爆笑しながら「彼氏？はいません」と答え、「怖い選手はいますか？」という質問には「西武の髙橋朋己投手。めちゃ死球を当てられるので怖いです」と答えていた[263]。
- 2017年シーズンに、ヒーローインタビューの際にインタビュアーに好調の要因を尋ねられる度、「穏やかな心」ですと繰り返し返答して話題になるが[264]、それは5月上旬に不調などで精神的に苦しんだ際に、工藤公康監督から自身の胸をさすりながら「心の中を穏やかに今日も一日すごそうね」と声を掛けてきたのが始まりで、その“儀式”は毎日続いた[265]。
- 特技はボウリングで自己ベストは267。大学時代は練習後にボウリング場へ直行していた[9]。
- 競艇選手の峰竜太のファン。2016年ごろから競艇（ボートレース）を好きになったといい、2019年12月には住之江競艇場でのイベントで峰と対面を果たした[266]。他に石野貴之/桐生順平/瓜生正義といった選手とも関わりがあり、知り合いの競艇選手と自主トレを共にすることもある[267]。
- 東京オリンピック 野球日本代表（侍ジャパン）として金メダルを獲得した栄誉をたたえ、2022年1月26日、広島市安佐南区のA.Cityプラザ前に記念のゴールドポスト（第54号）が設置された（ゴールドポストプロジェクト[268]）。
- 藤本博史は柳田を「人格は最高」「彼を悪く言う選手は一人もいない」と称えた[269]。

### 馬主として
- 2023年7月25日に北海道新ひだか町で行われたセレクションセールで競走馬1頭を代理人が2600万円（税抜）で落札。馬主になったことが同月に報じられた[270]。その後も同セールにて馬2頭を追加購入している[271]。勝負服の柄は紫、白星散、袖白二本輪で、名義は一時「Y'sレーシング」の仮定名称（レーシングネーム）を用いていたが、再び柳田悠岐名義に戻している。
- 2024年6月16日、所有馬ゴッドヴァレーが京都競馬場で2歳新馬戦に出走し馬主デビュー、同馬は単勝4番人気に推されていたが結果は3着だった[272]。
- 2025年2月8日、小倉競馬第7競走・3歳未勝利で5番人気となったゴッドヴァレーが1着となり、同じく所有馬のセイフウサツキと合わせて延べ10戦目でJRA初勝利となった[273]。

### オフの自主トレーニング
オリックス時代の糸井嘉男の冬季自主トレーニングに参加させてもらった過去（前述）もあり、チームを問わず若手との合同自主トレーニングを行うことに前向きである。
2021年は、同じソフトバンクの真砂勇介、谷川原健太、ロッテの安田尚憲、藤原恭大。
2022年には佐賀県嬉野市で、前年メンバーの真砂、谷川原、安田に加え、日本ハムの清宮幸太郎、西武の戸川大輔も参加した。しかし、後に全員がキャンプ中に新型コロナウイルスに感染、陽性反応を示していたことが明らかになった。

## 詳細情報

### 年度別打撃成績
| 年 度      | 球 団        | 試 合 | 打 席 | 打 数 | 得 点 | 安 打 | 二 塁 打 | 三 塁 打 | 本 塁 打 | 塁 打 | 打 点 | 盗 塁 | 盗 塁 死 | 犠 打 | 犠 飛 | 四 球 | 敬 遠 | 死 球 | 三 振 | 併 殺 打 | 打 率 | 出 塁 率 | 長 打 率 | O P S |
| ---------- | ------------ | ----- | ----- | ----- | ----- | ----- | -------- | -------- | -------- | ----- | ----- | ----- | -------- | ----- | ----- | ----- | ----- | ----- | ----- | -------- | ----- | -------- | -------- | ----- |
| 2011       | ソフトバンク | 6     | 5     | 5     | 1     | 0     | 0        | 0        | 0        | 0     | 0     | 0     | 0        | 0     | 0     | 0     | 0     | 0     | 3     | 0        | .000  | .000     | .000     | .000  |
| 2012       | ソフトバンク | 68    | 212   | 195   | 17    | 48    | 10       | 1        | 5        | 75    | 18    | 6     | 1        | 2     | 0     | 10    | 2     | 5     | 56    | 2        | .246  | .300     | .385     | .685  |
| 2013       | ソフトバンク | 104   | 337   | 298   | 48    | 88    | 19       | 2        | 11       | 144   | 41    | 10    | 1        | 0     | 0     | 32    | 0     | 7     | 96    | 3        | .295  | .377     | .483     | .860  |
| 2014       | ソフトバンク | 144   | 615   | 524   | 91    | 166   | 18       | 4        | 15       | 237   | 70    | 33    | 6        | 0     | 3     | 72    | 5     | 16    | 131   | 8        | .317  | .413     | .452     | .865  |
| 2015       | ソフトバンク | 138   | 605   | 502   | 110   | 182   | 31       | 1        | 34       | 317   | 99    | 32    | 8        | 0     | 1     | 88    | 4     | 14    | 101   | 9        | .363  | .469     | .631     | 1.101 |
| 2016       | ソフトバンク | 120   | 536   | 428   | 82    | 131   | 31       | 4        | 18       | 224   | 73    | 23    | 2        | 0     | 0     | 100   | 2     | 8     | 97    | 8        | .306  | .446     | .523     | .969  |
| 2017       | ソフトバンク | 130   | 551   | 448   | 95    | 139   | 30       | 1        | 31       | 264   | 99    | 14    | 7        | 0     | 7     | 89    | 8     | 7     | 123   | 6        | .310  | .426     | .589     | 1.016 |
| 2018       | ソフトバンク | 130   | 550   | 475   | 95    | 167   | 29       | 5        | 36       | 314   | 102   | 21    | 7        | 0     | 5     | 62    | 4     | 8     | 105   | 8        | .352  | .431     | .661     | 1.092 |
| 2019       | ソフトバンク | 38    | 157   | 128   | 17    | 37    | 6        | 1        | 7        | 66    | 23    | 4     | 1        | 0     | 0     | 28    | 2     | 1     | 28    | 4        | .289  | .420     | .516     | .936  |
| 2020       | ソフトバンク | 119   | 515   | 427   | 90    | 146   | 23       | 5        | 29       | 266   | 86    | 7     | 2        | 0     | 3     | 84    | 8     | 1     | 103   | 2        | .342  | .449     | .623     | 1.071 |
| 2021       | ソフトバンク | 141   | 593   | 516   | 95    | 155   | 36       | 2        | 28       | 279   | 80    | 6     | 0        | 0     | 2     | 69    | 8     | 6     | 122   | 6        | .300  | .388     | .541     | .929  |
| 2022       | ソフトバンク | 117   | 491   | 437   | 63    | 120   | 18       | 1        | 24       | 212   | 79    | 2     | 3        | 0     | 5     | 43    | 6     | 6     | 106   | 6        | .275  | .344     | .485     | .829  |
| 2023       | ソフトバンク | 143   | 625   | 546   | 57    | 163   | 29       | 3        | 22       | 264   | 85    | 1     | 0        | 0     | 6     | 64    | 1     | 9     | 97    | 9        | .299  | .378     | .484     | .861  |
| 2024       | ソフトバンク | 52    | 225   | 185   | 31    | 53    | 7        | 1        | 4        | 74    | 35    | 3     | 0        | 0     | 2     | 35    | 3     | 3     | 36    | 2        | .286  | .404     | .400     | .804  |
| 通算：14年 | 通算：14年   | 1450  | 6017  | 5114  | 892   | 1595  | 287      | 31       | 264      | 2736  | 890   | 162   | 38       | 2     | 34    | 776   | 53    | 91    | 1204  | 73       | .312  | .409     | .535     | .944  |

- 2024年度シーズン終了時
- 各年度の太字はリーグ最高

### 年度別打撃成績所属リーグ内順位
| 年 度 | 年 齢 | リ ｜ グ   | 打 率 | 安 打 | 二 塁 打 | 三 塁 打 | 本 塁 打 | 打 点 | 盗 塁 | 出 塁 率 | 長 打 率 | O P S |
| ----- | ----- | ---------- | ----- | ----- | -------- | -------- | -------- | ----- | ----- | -------- | -------- | ----- |
| 2011  | 23    | パ・リーグ | -     | -     | -        | -        | -        | -     | -     | -        | -        | -     |
| 2012  | 24    | パ・リーグ | -     | -     | -        | -        | -        | -     | -     | -        | -        | -     |
| 2013  | 25    | パ・リーグ | -     | -     | -        | -        | -        | -     | -     | -        | -        | -     |
| 2014  | 26    | パ・リーグ | 3位   | 3位   | -        | 8位      | -        | 10位  | 2位   | 2位      | 10位     | 4位   |
| 2015  | 27    | パ・リーグ | 1位   | 2位   | 6位      | -        | 3位      | 3位   | 2位   | 1位      | 1位      | 1位   |
| 2016  | 28    | パ・リーグ | 5位   | -     | 3位      | 7位      | -        | 10位  | 4位   | 1位      | 1位      | 1位   |
| 2017  | 29    | パ・リーグ | 2位   | 8位   | 3位      | -        | 3位      | 2位   | 8位   | 1位      | 1位      | 1位   |
| 2018  | 30    | パ・リーグ | 1位   | 3位   | 6位      | 7位      | 2位      | 4位   | 7位   | 1位      | 1位      | 1位   |
| 2019  | 31    | パ・リーグ | -     | -     | -        | -        | -        | -     | -     | -        | -        | -     |
| 2020  | 32    | パ・リーグ | 2位   | 1位   | 6位      | 3位      | 3位      | 3位   | -     | 3位      | 1位      | 1位   |
| 2021  | 33    | パ・リーグ | 4位   | 2位   | 2位      | -        | 3位      | 4位   | -     | 5位      | 3位      | 3位   |
| 2022  | 34    | パ・リーグ | 6位   | 10位  | -        | -        | 3位      | 4位   | -     | 9位      | 3位      | 4位   |
| 2023  | 35    | パ・リーグ | 3位   | 1位   | 3位      | 6位      | 5位      | 2位   | -     | 4位      | 4位      | 4位   |
| 2024  | 36    | パ・リーグ | -     | -     | -        | -        | -        | -     | -     | -        | -        | -     |

- -は10位未満（打率は規定打席未到達の場合も-と表記）
- 太字年度は規定打席到達年度、年度背景色金色は最優秀選手賞（MVP）受賞年度

### オリンピックでの打撃成績
| 年 度 | 代 表 | 試 合 | 打 席 | 打 数 | 得 点 | 安 打 | 二 塁 打 | 三 塁 打 | 本 塁 打 | 塁 打 | 打 点 | 盗 塁 | 盗 塁 死 | 犠 打 | 犠 飛 | 四 球 | 敬 遠 | 死 球 | 三 振 | 併 殺 打 | 打 率 | 出 塁 率 | 長 打 率 | O P S |
| ----- | ----- | ----- | ----- | ----- | ----- | ----- | -------- | -------- | -------- | ----- | ----- | ----- | -------- | ----- | ----- | ----- | ----- | ----- | ----- | -------- | ----- | -------- | -------- | ----- |
| 2021  | 日本  | 5     | 21    | 20    | 2     | 5     | 1        | 0        | 0        | 6     | 2     | 0     | 0        | 0     | 0     | 1     | 0     | 0     | 5     | 0        | .250  | .286     | .300     | .586  |

### 年度別守備成績
| 年 度 | 球 団        | 外野  | 外野  | 外野  | 外野  | 外野  | 外野     |
| 年 度 | 球 団        | 試 合 | 刺 殺 | 補 殺 | 失 策 | 併 殺 | 守 備 率 |
| ----- | ------------ | ----- | ----- | ----- | ----- | ----- | -------- |
| 2011  | ソフトバンク | 2     | 0     | 0     | 0     | 0     | .000     |
| 2012  | ソフトバンク | 62    | 113   | 0     | 1     | 0     | .991     |
| 2013  | ソフトバンク | 57    | 107   | 3     | 0     | 1     | 1.000    |
| 2014  | ソフトバンク | 144   | 273   | 6     | 6     | 1     | .979     |
| 2015  | ソフトバンク | 132   | 272   | 7     | 4     | 1     | .986     |
| 2016  | ソフトバンク | 120   | 247   | 6     | 4     | 0     | .984     |
| 2017  | ソフトバンク | 130   | 233   | 6     | 1     | 1     | .996     |
| 2018  | ソフトバンク | 127   | 248   | 8     | 3     | 3     | .988     |
| 2019  | ソフトバンク | 33    | 60    | 3     | 4     | 1     | .940     |
| 2020  | ソフトバンク | 102   | 192   | 2     | 5     | 1     | .975     |
| 2021  | ソフトバンク | 128   | 183   | 7     | 7     | 2     | .964     |
| 2022  | ソフトバンク | 84    | 123   | 4     | 4     | 1     | .969     |
| 2023  | ソフトバンク | 76    | 121   | 7     | 1     | 2     | .992     |
| 2024  | ソフトバンク | 38    | 86    | 1     | 1     | 1     | .989     |
| 通算  | 通算         | 1235  | 2258  | 60    | 41    | 15    | .983     |

- 2024年度シーズン終了時
- 各年度の太字はリーグ最多
- 太字年はゴールデングラブ賞受賞

### タイトル
- 首位打者：2回（2015年、2018年）
- 最高出塁率：4回（2015年 - 2018年）※4年連続はパ・リーグ最長タイ記録（他は張本勲）
- 最多安打：2回（2020年、2023年）

### 表彰
- 最優秀選手：2回（2015年、2020年）
- ベストナイン：8回（外野手部門：2014年、2015年、2017年、2018年、2020年 - 2023年）
- ゴールデングラブ賞：6回（外野手部門：2014年、2015年、2017年、2018年、2020年、2021年）
- 月間MVP：9回（打者部門：2014年5月[46]、2015年8月[74]、2015年9月[78]、2017年6月[111]、2018年5月[130]、2020年6・7月[154]、2020年10・11月[155]、2021年9月[166]、2024年3・4月[192]）
- スカパー! ドラマティック・サヨナラ賞年間大賞：1回（2015年[277]）
- スカパー! サヨナラ賞：3回（2012年8月[278]、2015年8月[279]、2024年3・4月[280]）
- セ・パ交流戦 最優秀選手賞（MVP）：2回（2015年、2017年）
- オールスターゲームMVP：3回（2014年第2戦、2022年第2戦、2023年第1戦）
- オールスターゲームマイナビドリーム賞：1回（2023年第1戦）
- ホームランダービー優勝：2回（2017年第1戦、同年第2戦）
- ホームランダービー日産ノート e-POWER賞：1回（2018年）
- クライマックスシリーズMVP：1回（2018年）
- 日本シリーズ優秀選手賞：4回（2014年、2017年、2018年、2020年）
- パ・リーグ連盟特別表彰：1回（特別賞：2015年）※トリプルスリー達成
- 報知プロスポーツ大賞：1回（2015年[281]）
- ヤナセ・福岡ソフトバンクホークスMVP賞：2回（2014年、2015年）[282][283]
- ヤナセ100周年賞（2016年）[283]
- ユーキャン新語・流行語大賞年間大賞：1回（2015年、「トリプルスリー」、山田哲人と共同で受賞）

### 記録
初記録
- 初出場：2011年5月8日、対北海道日本ハムファイターズ5回戦（札幌ドーム）、9回表にアレックス・カブレラの代走で出場[284]
- 初打席：2011年6月16日、対中日ドラゴンズ4回戦（ナゴヤドーム）、5回表に吉見一起から一ゴロ
- 初先発出場：2011年6月25日、対北海道日本ハムファイターズ7回戦（福岡 Yahoo! JAPANドーム）、「7番・右翼手」で先発出場
- 初安打：2012年6月23日、対北海道日本ハムファイターズ8回戦（福岡 Yahoo! JAPANドーム）、2回裏に吉川光夫から左前安打[285]
- 初打点：2012年6月28日、対オリックス・バファローズ12回戦（福岡 Yahoo! JAPANドーム）、2回裏に西勇輝から中前適時打
- 初盗塁：同上、2回裏に二盗（投手：西勇輝、捕手：伊藤光）
- 初本塁打：2012年8月5日、対埼玉西武ライオンズ15回戦（福岡 Yahoo! JAPANドーム）、7回裏に松永浩典から右越2ラン[286]

節目の記録
- 100本塁打：2017年6月23日、対埼玉西武ライオンズ10回戦（福岡 ヤフオク!ドーム）、4回裏に平井克典から右中間越2ラン ※史上283人目[286]
- 150本塁打：2018年10月5日、対オリックス・バファローズ25回戦（京セラドーム大阪）、4回表に東明大貴から左越ソロ ※史上170人目[287]
- 1000安打：2020年7月28日、対埼玉西武ライオンズ7回戦（福岡PayPayドーム）、3回裏に今井達也から右越打 ※史上306人目[285]
- 1000試合出場：2021年3月28日、対千葉ロッテマリーンズ3回戦（福岡PayPayドーム）、「3番・中堅手」で先発出場 ※史上509人目[284]
- 200本塁打：2021年6月12日、対東京ヤクルトスワローズ2回戦（福岡PayPayドーム）、4回裏に小川泰弘から左中越ソロ ※史上110人目[288]
- 1000三振：2022年5月20日、対千葉ロッテマリーンズ9回戦（福岡PayPayドーム）、8回裏にタイロン・ゲレーロから空振り三振 ※史上73人目[289]
- 250本塁打：2023年6月28日、対東北楽天ゴールデンイーグルス8回戦（福岡PayPayドーム）、3回裏に荘司康誠から右越ソロ ※史上69人目[179]
- 1500安打：2023年8月18日、対埼玉西武ライオンズ16回戦（福岡PayPayドーム）、6回裏に本田圭佑から左越ソロ ※史上135人目[290]

その他の記録
- トリプルスリー：2015年 ※史上10人目
  - トリプルスリーと首位打者、及び打率.350とトリプルスリーを同一年で達成はいずれも史上唯一
  - 同一年に両リーグからトリプルスリー達成者（セ・リーグでは東京ヤクルトスワローズの山田哲人が達成）は1950年の岩本義行・別当薫以来65年ぶり2回目
- 打率.350、35本塁打20盗塁：2018年 ※藤村富美男、小鶴誠（いずれも1950年）に次ぐ史上3人目
  - 2度の3割20本20盗塁はパ・リーグでは中島裕之以来6人目、球団では飯田徳治・佐々木誠に次ぐ3人目。首位打者で20-20を2度は史上唯一
  - 2度の3割30本20盗塁は青田昇・山本浩二・山田に次ぐ史上4人目、3割5分以上で20-20を2度は史上唯一
- 18試合連続四球：2016年 ※王貞治、バリー・ボンズと並ぶ世界記録タイ[6]
- 月間32得点：2020年7月 ※史上3人目、NPBタイ記録（他の達成者は1964年5月の広瀬叔功と、2013年8月の村田修一）[291]
- サイクル安打：2018年4月21日、対北海道日本ハムファイターズ5回戦（札幌ドーム） ※史上65人目（70度目）
- 首位打者、最高出塁率、最高長打率を同時獲得：2回（2015年、2018年）※王（5回）、長嶋茂雄、落合博満（3回）に次ぐNPB4位タイ（他に張本勲、ランディ・バース）
- リーグ最多得点：4回 ※福本豊に次ぐパ・リーグ2位タイ、2年以上連続を2回は他に王貞治のみ
- 3年連続リーグ最多四球 ※豊田泰光、福本、落合と並ぶパ・リーグ最長タイ
- 最高長打率：4年連続5回 ※ともに王に次ぐ歴代2位タイ、中西太に並ぶパ・リーグタイ記録
- シーズン打率3割：5年連続7回 ※5年連続はパ・リーグ8位タイ、球団記録。7回は門田博光（8回）に次いで球団歴代2位
- シーズン150安打：5回 ※球団1位タイ（他に松中信彦、内川聖一）
- 1試合5三振：2022年5月31日、対読売ジャイアンツ1回戦（東京ドーム） ※史上20人目
- オールスターゲーム出場：8回（2014年、2015年、2016年、2017年、2018年、2021年、2022年、2023年）※2019年、2024年も選出されるも出場辞退

### 背番号
- 44（2011年 - 2014年、GLOBAL BASEBALL MATCH 2015）
- 9（2015年 - 、2020年東京オリンピック）
- 22（2018日米野球）

### 代表歴
- 2020年東京オリンピックの野球競技・日本代表

### 現在の登場曲
- 「ともに」WANIMA（2017年 - ）
- 「STAYIN' ALIVE」JUJU（2020年 - ）
- 「スマイル」森七菜（2021年 - ）
- 「うっせぇわ」Ado（2021年 - ）
- 「旅立ちの前に」WANIMA（2021年 - ）
- 「夏のどこかへ」WANIMA（2021年 - ）
- 「HOLIDAYS」木村カエラ（2021年 - ）
- 「もう少しだけ」YOASOBI（2021年 - ）
- 「LOCO」ITZY（2022年 - ）
- 「The Spectre」Alan Walker（2012年 - ）
- 「ウィーアー!」きただにひろし（2022年 - ）
- 「Believe」Folder5（2022年 - ）
- 「ヒカリへ」ザ・ベイビースターズ（2014年、2022年 - ）
- 「ピタカゲ (韓国語ver.)」G-DRAGON (from BIGBANG)（2022年 - ）
- 「次回予告 ～ウィーゴー!ver.～」田中公平（2022年 - ）
- 「プルメリア ～花唄～」Aqua Timez（2022年 - ）
- 「私は最強」Ado（2022年 - ）
- 「ビンクスの酒」Ado（2022年 - ）
- 「GONG」WANIMA（2019年、2022年 - ）

## 関連情報

### 出演

#### 映画
- インクレディブル・ファミリー（2018年8月1日、ディズニー）※声の出演[293]